# Nowy Rembertów
Nowy Rembertów – osiedle i obszar MSI w dzielnicy Rembertów w Warszawie. 

## Obszar MSI
Obszar MSI Nowy Rembertów stanowi południową część dzielnicy Rembertów.

## Osiedle
Wieś Rembertów należała w latach 1867–1930 do gminy Okuniew w powiecie warszawskim. W 1921 roku Rembertów liczył 1375 mieszkańców. 
1 kwietnia 1930 Rembertów włączono do gminy Wawer w tymże powiecie.
20 października 1933 utworzono gromadę Rembertów Nowy w granicach gminy Wawer, składającą się ze wsi Rembertów Nowy.
1 kwietnia 1939 osadzie Rembertów, składającej się z gromad Rembertów Stary i Rembertów Nowy, nadano status miasta; równocześnie powiększono miasto o gromady Karolówka, Zygmuntów-Magenta, Mokry Ług, Kawęczyn i Poligon (oprócz obszaru 101 ha). 
1 kwietnia 1957 miasto Rembertów (bez obszarów leśnych), wraz z Nowym Rembertowem, włączono do Warszawy.